# 別利科耶湖 (莫斯科州)
55°29′6″N 39°49′32″E / 55.48500°N 39.82556°E
別利科耶湖（俄语：Великое озеро），是俄羅斯的湖泊，位於該國西部，由莫斯科州負責管轄，處於沙圖拉區，長2.49公里、寬2.02公里，面積4.1平方公里，最大水深4.2米。